# Fairfax, Ohio
Fairfax là một làng thuộc quận Hamilton, tiểu bang Ohio, Hoa Kỳ. Năm 2010, dân số của làng này là 1699 người.

## Dân số
- Dân số năm 2000: 1938 người.
- Dân số năm 2010: 1699 người.